# L'enfant au pigeon
L'enfant au pigeon, (Criança com a pomba em português) é um quadro do pintor espanhol Pablo Picasso finalizado em 1901, que marca o início da sua fase azul.[carece de fontes?]
O quadro ficou exposto no National Gallery de Londres  entre 1974 e 2011. Em 2012 ocorreu na Christie's o leilão da pintura, que foi adquirida pelo Departamento de Museus do Quatar que pagou a quantia de 50 milhões de libras esterlinas. Houve uma tentativa do governo britânico para manter o quadro em território inglês, porém não houve nenhuma instituição capaz de superar o lance.